# Chevaigné-du-Maine
Chevaigné-du-Maine ist eine französische Gemeinde mit 152 Einwohnern (Stand: 1. Januar 2022) im Département Mayenne in der Region Pays de la Loire; sie gehört zum Arrondissement Mayenne und zum Kanton Villaines-la-Juhel. Die Einwohner werden Chevaignéens genannt.

## Geographie
Chevaigné-du-Maine liegt etwa 25 Kilometer nordöstlich von Mayenne. Das Gemeindegebiet wird vom Flüsschen Anglaine und seinem Zufluss Valoré durchquert. Umgeben wird Chevaigné-du-Maine von den Nachbargemeinden Saint-Julien-du-Terroux im Norden, Madré im Norden und Nordosten, Javron-les-Chapelles im Osten, Charchigné im Süden sowie Lassay-les-Châteaux im Westen.

## Bevölkerungsentwicklung
| 1962                       | 1968 | 1975 | 1982 | 1990 | 1999 | 2006 | 2019 |
| -------------------------- | ---- | ---- | ---- | ---- | ---- | ---- | ---- |
| 446                        | 394  | 340  | 288  | 230  | 206  | 209  | 160  |
| Quellen: Cassini und INSEE |      |      |      |      |      |      |      |

## Sehenswürdigkeiten
- Kirche Saint-Martin aus dem 19. Jahrhundert

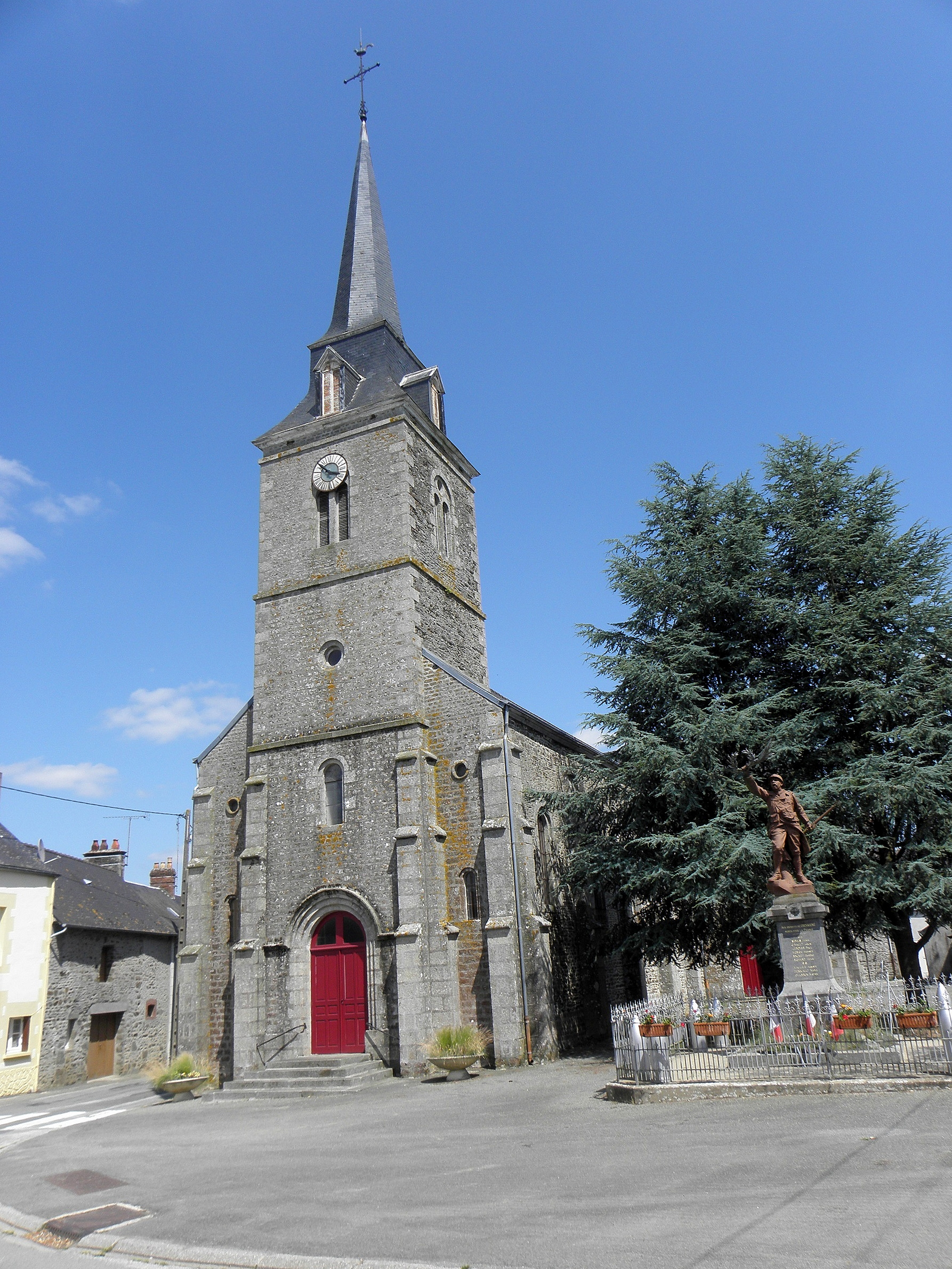
Kirche Saint-Martin